# Jeskyně Gilindire
Jeskyně Gilindire (turecky Gilindire Mağarası, též někdy známá pod tureckým názvem Aynalıgöl – zrcadlová jeskyně), je jeskyně na břehu Středozemního moře v jižním Turecku. Byla objevena náhodou[zdroj?] pastevcem v roce 1999.

## Poloha
Jeskyně se nachází přibližně 7,5 km východně od obce Aydıncık a nedaleko mysu Sancak (Sandžak). Vchod jeskyně je obrácen směrem k Středozemnímu moři. Je přístupná buď po silnici a nebo po moři plavbou lodí z Aydıncıku. Ke vchodu do jeskyně vede shora ocelové schodiště.

## Popis a stuktura

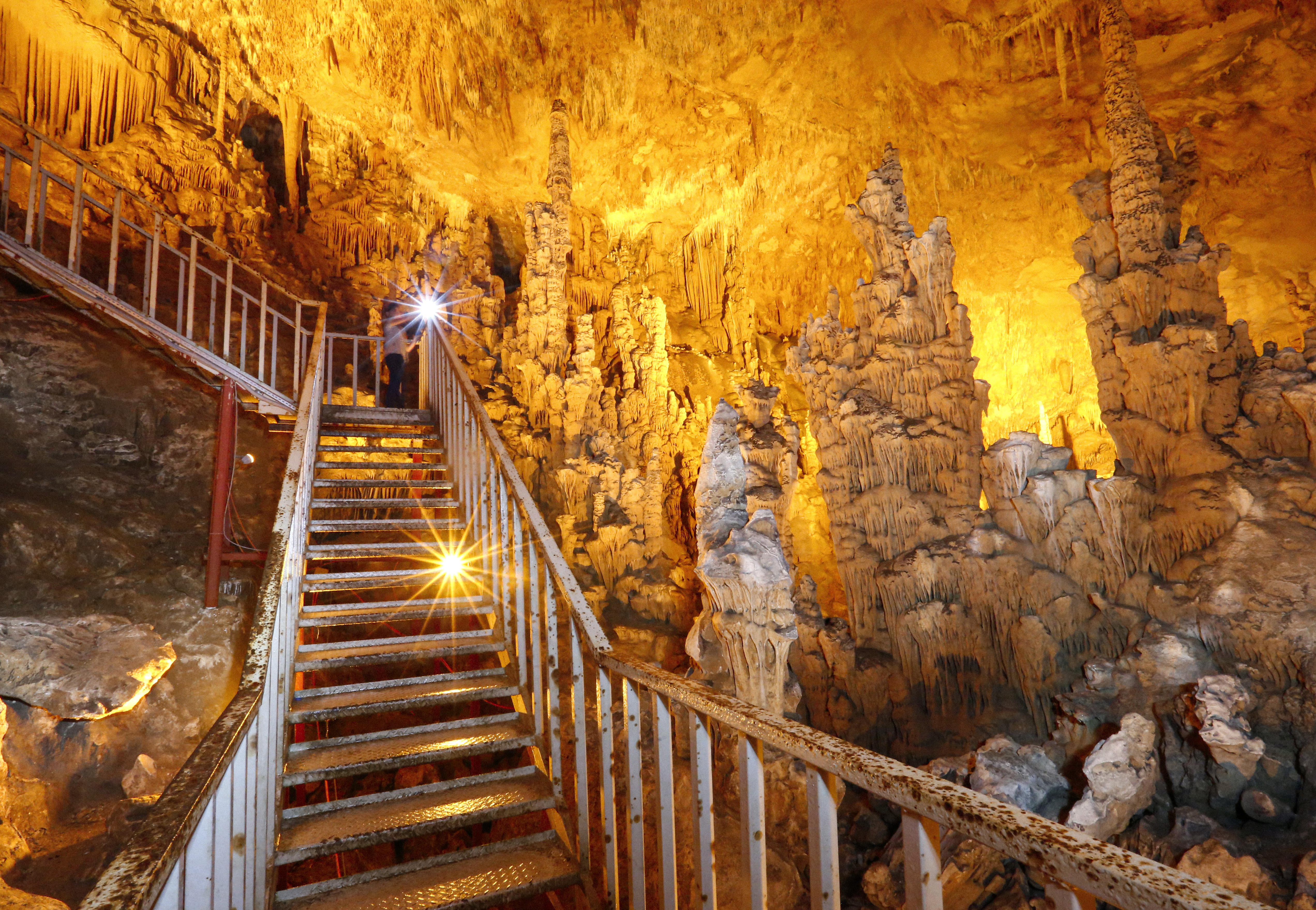
Chodník a krasové jevy uvnitř jeskyně.

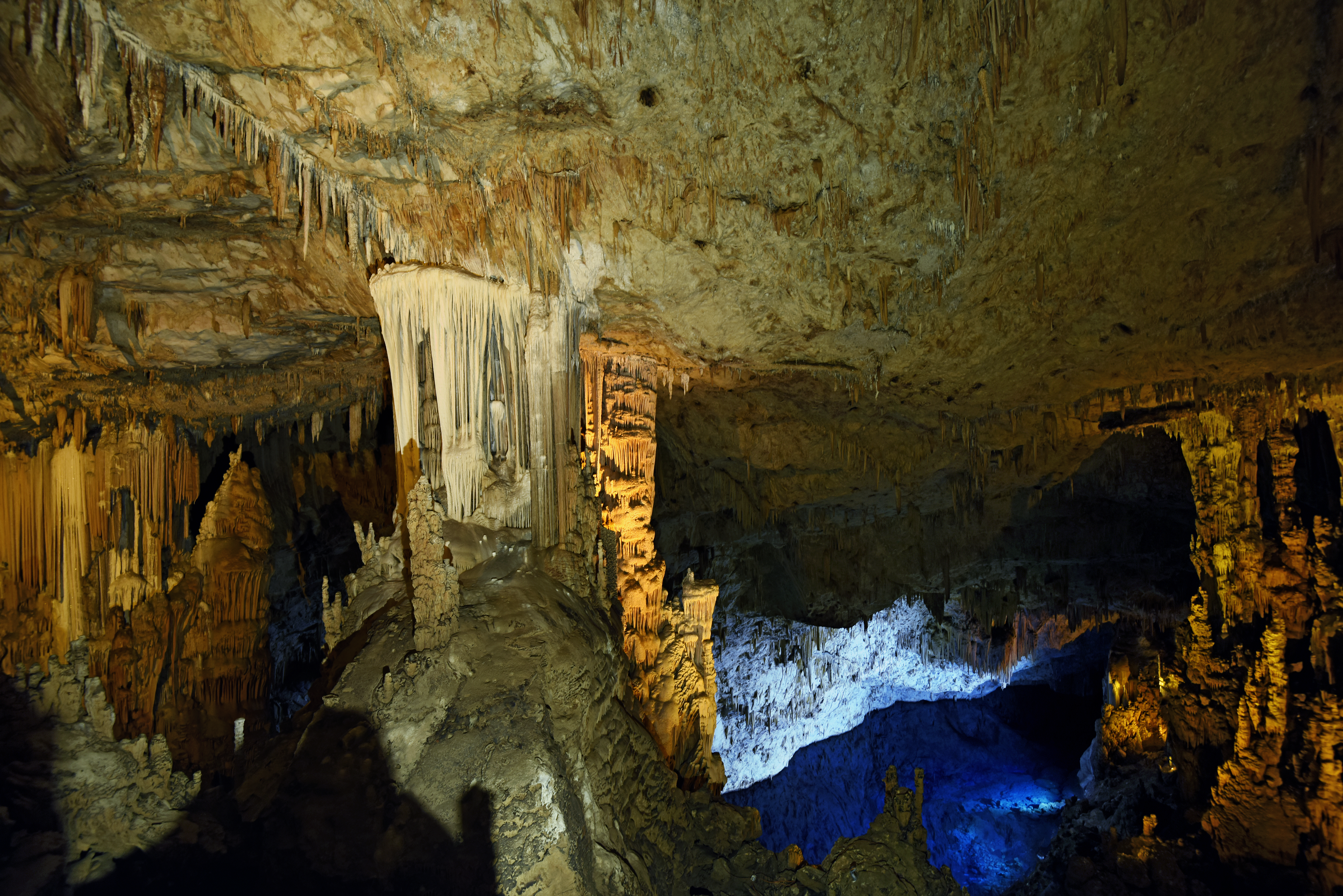
Zatopená část jeskyně.

Jeskyně Gilindire se rozkládá na ploše 107 ha. Její vchod se nachází na skále ve výšce 45 m nad mořem. Celková délka jeskyně je 555 m a světlá výška 22 m. Má tvar obráceného písmene L. Voda si zde vymlela cestu ve vápenci a dolomitech. Část z jeskyně se nachází pod úrovní mořské hladiny. Její nejnižší část je v nadmořské výšce -47 m n. m.
V jeskyni se nachází velké množství krápníků; stalagmity, stalaktitů, stalaktátů a dalších prvků, které jednotný prostor různými způsoby opticky rozdělují na menší celky. V zadní části jeskyně se nachází 140 m dlouhé, 18-30 m široké a 5-47 m hluboké jezero. To dalo právě název jeskyni jako zrcadlová.
Vzduch v jeskyni je teplý (okolo 22 °C) a vlhký, zůstává takový po velkou část roku jen s malými výkyvy. Voda v jezeře je slaná, její slanost roste s hloubkou.
Některé části hlavní jeskynní galerie obývají netopýři. Žádní jiní živočichové zde nebyli zaznamenáni. Mimo jeskyni se nicméně v blízkých zátokách vyskytují tuleni středomořští.

## Historie
Po náhodném objevu pastevcem v roce 1999 zde státní společnost pro výzkum ložisek minerálů provedla průzkumné práce. Odhalila celý jeskynní systém včetně jezera. První turečtí fotografové, kteří se sem vydali dokumentovat nově objevenou jeskyni pro místní časopis, sem připluli v roce 2002. Nalezeny zde byly také pozůstatky hliněných nádob z mladší doby kamenné, doby měděné a starší doby bronzové.
Podle průzkumu odborníků vznikla jeskyně na počátku přechodné fáze po poslední ledovcové změně klimatu v období čtvrtohor, kdy Středozemní moře stouplo o 70 m a zaplavilo dno současné jeskyně. Tato skutečnost pomohla zachovat jeskynní útvary, jako jsou stalagmity a stalaktity, které díky tomu, že se nacházejí pod vodou, zůstaly dodnes neovlivněny povětrnostními vlivy.
V roce 2013 byla jeskyně Gilindire Ministerstvem lesního a vodního hospodářství vyhlášena za přírodní rezervaci, od roku 2021 potom přírodní park. Následně byla zpřístupněna veřejnosti a stala se turistickou atrakcí.